# Метті Маллінз
Метті Маллінз (англ. Matty Mullins; нар. 3 липня 1988, Спокен, Вашингтон, США) — американський рок-музикант, співак пост-хардкор гурту «Memphis May Fire».

## Життя та кар'єра
Метті народився 3 липня 1988 року у Спокені, штат Вашингтон. Його батько був Пастором. Він ріс у консервативній християнській родині, тому йому було дозволено відвідувати тільки концерти християнських рок-гуртів. У віці 18 років Маллінз одружився з Бріттані Маллінз.
В 2008 році після відкритого прослуховування, Маллінз стає основним вокалістом гурту Memphis May Fire. До цього він вже грав у декількох локальних гуртах у Спокені. Надалі Метті брав участь майже у всіх записах Memphis May Fire, починаючи з альбому Sleepwalking. Крім цього, він також брав участь у інших проектах як запрошений вокаліст, таких як: Woe, Is Me, Hands Like Houses, Sleeping with Sirens, For Today, Spoken, Yellowcard.
У 2013 році Метті розпочав свій соло-проект. Його перший сольний альбом вийшов 23 вересня 2014 року на лейблі Rise Records, дебютувавши на 66-й чарту Billboard 200.
21 квітня 2017 вийшов його другий сольний альбом, але вже на лейблі BEC Recordings, який займається безпосередньо християнською рок музикою. Сам Метті каже про процес створення альбому наступне:
|                 | Мій перший сольний альбом був у якомусь сенсі експериментом. Я просто хотів зрозуміти як це, зробити щось самому. Мені дуже подобалось працювати над цим записом, але у неї не було структури. Для Unstoppable я підписався на лейбл, який знайом із світом християнської музики, та попрацював з декількома крутими авторами. Процес створення Unstoppable відкрив мені очі, і я не можу дочекатися, щоб продовжити рости в наступних роботах. Оригінальний текст (англ.) My first solo record was somewhat of an experiment. I just wanted to see what it would be like to do something on my own. I enjoyed making the record but there wasn’t much structure to it. For Unstoppable, I signed to a label that is very familiar with the world of Christian music and collaborated with some amazing songwriters. The process of creating Unstoppable was so eye opening and I can’t wait to continue to grow with future albums. |
| — Метті Маллінз | |

## Музичний вплив
В першу чергу Метті надихався такими виконавцями, як Every Time I Die, Architects, Bring Me the Horizon and Asking Alexandria. 
Маллінз є основним автором пісень гурту Memphis May Fire. Його тексти зазвичай базуються на власному досвіді: як людини та як музиканта, а також стосуються його віросповідання.

## Дискографія

### Memphis May Fire
EP
- 2010: Between the Lies (Bullet Tooth Records)

Студійні альбоми
- Sleepwalking (2009)
- The Hollow (2011)
- Challenger (2012)
- Unconditional (2014)
- This Light I Hold (2016)
- Broken (2018)

### Сольний проект
Студійні альбоми
- Matty Mullins (2014)
- Unstoppable (2017)